# Gran Premi de Mònaco del 1966
Resultats del Gran Premi de Mònaco de Fórmula 1 de la temporada 1966, disputat al circuit urbà de Montecarlo el 22 de maig del 1966.

## Resultats de la cursa
| Pos | No | Pilot           | Equip             | Voltes | Temps/ Retir.  | Pos. de sort. | Punts |
| --- | -- | --------------- | ----------------- | ------ | -------------- | ------------- | ----- |
| 1   | 12 | Jackie Stewart  | BRM               | 100    | 2h 33' 10. 5   | 3             | 9     |
| 2   | 16 | Lorenzo Bandini | Ferrari           | 100    | + 40.2 s       | 5             | 6     |
| 3   | 11 | Graham Hill     | BRM               | 99     | + 1 Volta      | 4             | 4     |
| 4   | 19 | Bob Bondurant   | BRM               | 95     | + 5 Voltes     | 16            | 3     |
| Ret | 9  | Richie Ginther  | Cooper - Maserati | 80     | Transmissió    | 9             |       |
| NC  | 21 | Guy Ligier      | Cooper - Maserati | 75     | No classificat | 15            |       |
| NC  | 18 | Jo Bonnier      | Cooper-Maserati   | 73     | No classificat | 16            |       |
| Ret | 4  | Jim Clark       | Lotus - Climax    | 60     | Suspensions    | 1             |       |
| Ret | 10 | Jochen Rindt    | Cooper - Maserati | 56     | Motor          | 7             |       |
| Ret | 14 | Jo Siffert      | Brabham - BRM     | 35     | Embragatge     | 13            |       |
| Ret | 6  | Mike Spence     | Lotus - BRM       | 34     | Suspensions    | 12            |       |
| Ret | 7  | Jack Brabham    | Brabham - Repco   | 17     | Caixa canvi    | 11            |       |
| Ret | 17 | John Surtees    | Ferrari           | 16     | Transmissió    | 2             |       |
| Ret | 8  | Denny Hulme     | Brabham - Climax  | 15     | Transmissió    | 6             |       |
| Ret | 2  | Bruce McLaren   | McLaren - Ford    | 9      | Pèrdua d'oli   | 10            |       |
| Ret | 15 | Bob Anderson    | Brabham - Climax  | 3      | Motor          | 8             |       |

## Altres
- Pole: Jim Clark 1' 29. 9
- Volta ràpida: Lorenzo Bandini 1' 29. 8 (a la volta 90)